# Colibrí nimfa cuallarg
El colibrí nimfa cuallarg (Thalurania watertonii) és una espècie d'ocell de la família dels troquílids (Trochilidae) que habita boscos i zones de matoll de les terres baixes costaneres orientals del Brasil.